# Parco nazionale del Chustajn Nuruu
Il parco nazionale del Chustajn Nuruu (in mongolo Хустайн Нуруу) si trova circa 100 chilometri a sud-ovest di Ulan Bator, in Mongolia. Fin dalla sua istituzione, la gestione del parco è stata affidata alla Mongolian Association for the Conservation of Nature and the Environment, ma dal 2003 tutte le funzioni amministrative sono state trasferite all'organizzazione non governativa Hustai National Park Trust.

## Geografia
Chustajn Nuruu copre un'area di steppa boscosa di montagna di 506000 ettari situata sui contrafforti inferiori della parte sud-occidentale della catena dei monti Chėntėj. La parte sud-occidentale del parco si estende nella valle e nella pianura alluvionale del Tuul, un fiume che nasce sui monti Chėntėj e attraversa Ulan Bator e il parco nazionale prima di confluire nel fiume Orchon, che riversa le sue acque nel lago Bajkal, in Siberia. Il parco è relativamente piccolo: la distanza massima est-ovest misura circa 34 chilometri, quella nord-sud circa 26 chilometri.
Chustajn Nuruu si estende attraverso tre distretti della provincia del Tôv: i due terzi meridionali si trovano nel distretto di Altanbulag, mentre il terzo settentrionale è diviso tra quelli di Bajanchangaj e di Argalant.

## Flora e fauna
Nel parco sono state censite 55 specie di mammiferi (2016). Oltre a una popolazione di più di 350 cavalli di Przewalski (2017), vivono qui 500 cervi dell'Altaj (una sottospecie di wapiti), circa 50-100 gazzelle della Mongolia, il cui numero può salire fino a più di 500 a seconda delle migrazioni, gazzelle subgutturose, qualche capriolo, una popolazione migratrice di argali e oltre 20000 marmotte siberiane. Tra i roditori sono presenti anche i citelli e il cricetulo dalla lunga coda. I carnivori sono rappresentati da volpi corsac, lupi (più di 25 esemplari), linci, manul, tassi e faine.
Nel parco sono state censite 223 specie di uccelli, appartenenti a 43 famiglie e 119 generi diversi. Tra questi ricordiamo la cicogna nera, l'oca indiana, l'otarda comune, il falco pescatore, l'aquila di mare, la gru monaca, l'avvoltoio monaco, il gufo comune, il gufo reale, la civetta e il picchio rosso maggiore. Alcune di esse risiedono qui permanentemente, altre vi trascorrono l'estate per nidificare e altre ancora sono solo di passaggio; sono molto poche quelle che vengono qui per svernare.

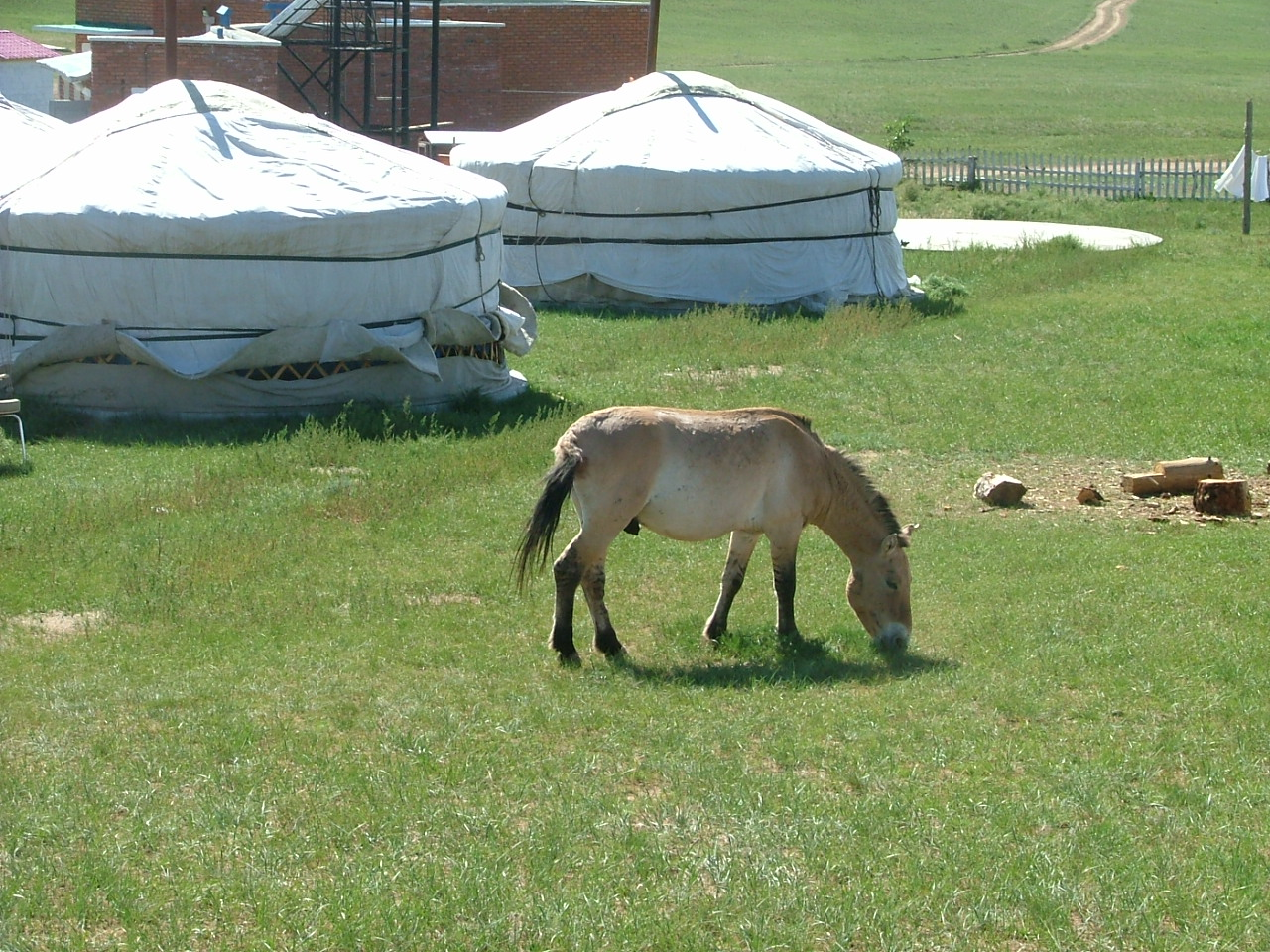
Cavallo di Przewalski.

## Reintroduzione del cavallo di Przewalski
Il progetto per reintrodurre il cavallo di Przewalski a Chustajn Nuruu ebbe inizio nel 1992. Ogni due anni, fino al 2000, furono importati dagli allevamenti europei i gruppi semiliberi di animali più adatti al rilascio in natura. I primi otto esemplari giunsero dalla riserva ucraina di Askanija-Nova; quelli introdotti in seguito provenivano da altri paesi. Nel 2003 la popolazione aveva già raggiunto i 150 individui. L'obiettivo preposto dagli organizzatori del progetto è quello di raggiungere una popolazione di 500-600 capi senza ulteriori importazioni di esemplari dall'Europa.
Sebbene il territorio goda dello status di parco nazionale, le famiglie nomadi continuano ad utilizzarlo per il pascolo del bestiame. Pertanto esiste il rischio di ibridazione tra cavalli selvatici e domestici, il che complica notevolmente la realizzazione del progetto. Un'ulteriore minaccia arriva dai cacciatori e dai bracconieri. In linea di massima, comunque, gli esperti sono ottimisti riguardo la possibilità di ricreare una popolazione libera di cavalli selvatici.

## Turismo
L'ingresso al parco costa 5 dollari. Ai turisti viene offerta la possibilità di effettuare escursioni a piedi, in jeep o a cavallo. Oltre ai pittoreschi paesaggi naturali, a Chustajn Nuruu è possibile visitare alcune tombe altaiche, situate nella parte sud-orientale del parco. Il parco propone un programma di ricerca per eco-volontari della durata di tre settimane al quale è possibile partecipare a pagamento.

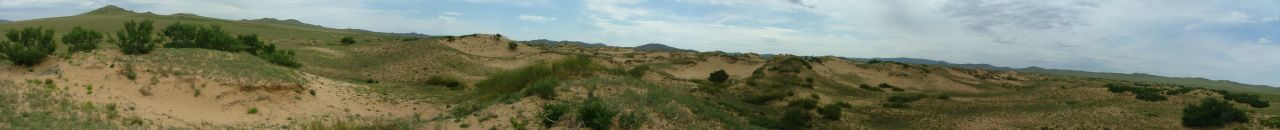
Vista panoramica.